# 百老匯橋
百老匯橋（英語：Broadway Bridge）是美国纽约的一座橋樑，位於哈萊姆河船運運河上，連接曼哈頓和布朗克斯兩地。百老匯橋是一座公路鐵路兩用橋，IRT百老匯-第七大道線有部分路段行經該橋。百老匯橋由紐約市交通局管理。

## 外部連結
- Original IRT Broadway Bridge （页面存档备份，存于）**
- NYCRoads.com: Broadway Bridge Historic Overview （页面存档备份，存于）
- Broadway Bridge Over Harlem River （页面存档备份，存于）
- NYC Bridge Wiki:Broadway Bridge Bike and pedestrian access.
- Structurae数据库中Broadway Bridge的数据